# Лісовий будиночок

Група українських туристів на привалі поблизу лісового будиночка. Кавказ, 1980-і роки.

Лісовий будиночок (лісова хатинка) — сезонне житло під час діяльності в лісі поза поселенням: біля лісових доріг та мисливських стежок (мисливський будиночок), на далеких промислах (промислова хатинка) та сіножаті. 

## Загальний опис
Це вільний будинок із відкритим входом для короткострокового проживання. Ці хати зазвичай розташовані в дикій природі, національних парках і туристичних стежках. Зустріти такі будиночки можна у Фінляндії, Фенноскандії, Великій Британії та США. У Фінляндії у 2008 році налічувалося не менше 458 лісових будиночків.
Це простий притулок, який зазвичай залишають незамкненим і доступним для будь-кого безкоштовно. Вони зустрічаються у віддалених гірських районах Шотландії, Північної Англії, Північної Ірландії, Уельсу та Острова Мен, у Карпатах, на Кавказі тощо. Більшість сучасних лісових будиночків – це зруйновані будівлі, які були відновлені до базового стандарту, що забезпечує вітронепроникне та водонепроникне укриття. Вони варіюються за розміром від великої коробки до двоповерхових котеджів. У них зазвичай є спеціальні спальні зони, які зазвичай є або кімнатою на верхньому поверсі, або підвищеною платформою, що дозволяє триматися подалі від холодного повітря та протягів на висоті підлоги. Постільна білизна, матраци чи ковдри не надаються. Більшість таких будиночків мають камін і знаходяться поблизу природного джерела води. Щоб поховати екскременти, можна надати лопату.

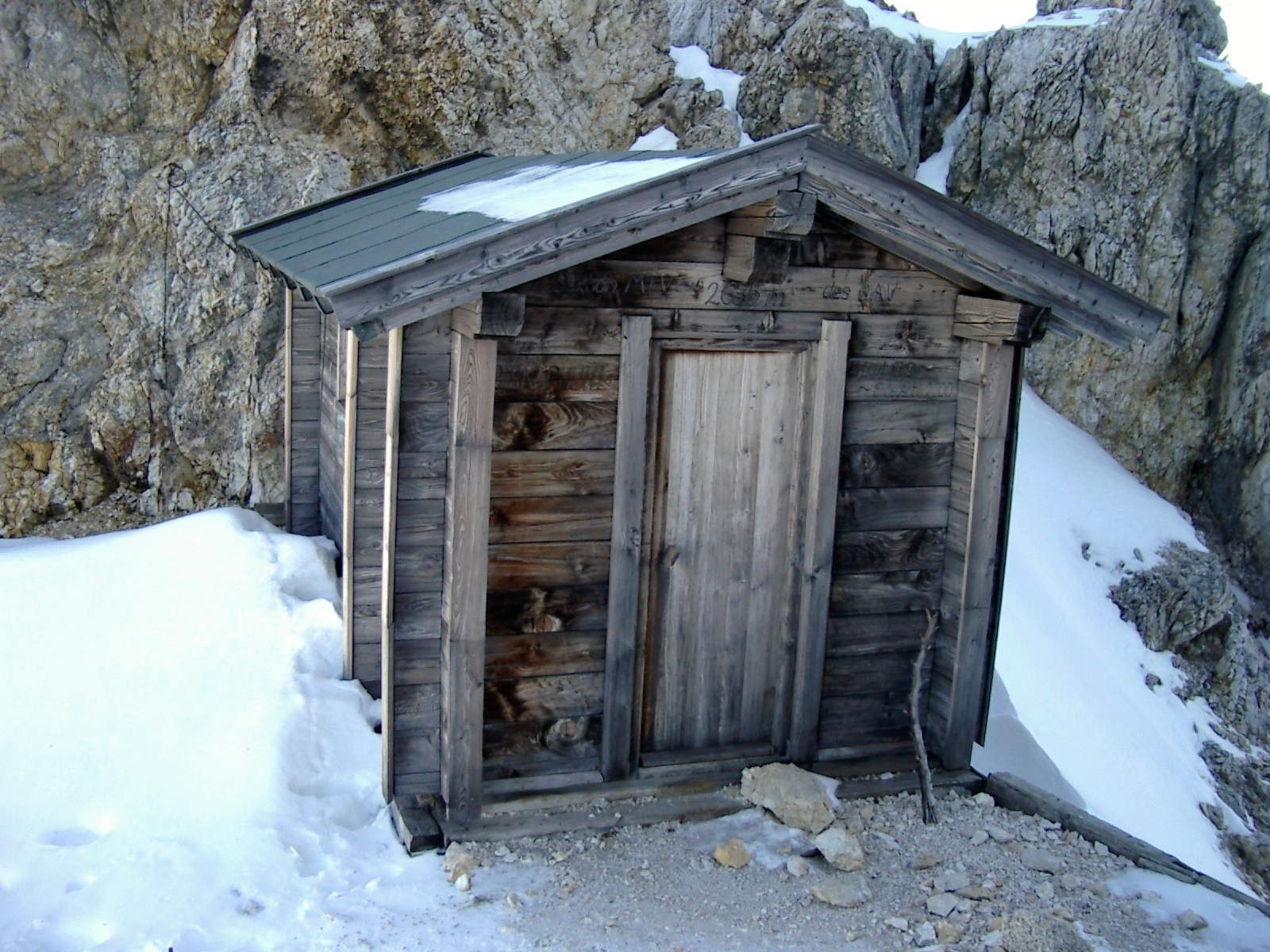
Будиночок на висоті 2635 м біля Бірккаршпітце (2749 метрів), найвищої вершини Гір Карвендель, Австрійський Тіроль

## Інтернет-ресурси
- Backcountry huts at the New Zealand Department of Conservation
- «Wilderness hut», Nomadwiki